# سنت جان (کانزاس)
سنت جان (به انگلیسی: St. John) شهری در ایالت کانزاس کشور ایالات متحده آمریکا است که جمعیت آن در سرشماری سال ۲۰۱۰ میلادی، ۱٬۲۹۵ نفر بوده‌است.